# Trochoidea cumiae
Trochoidea cumiae е вид коремоного от семейство Hygromiidae. Видът е почти застрашен от изчезване.

## Разпространение
Разпространен е в Италия.